# Средняя Маганакова
Средняя Маганакова — река в России, протекает в Кемеровской области. Устье реки находится в 22 км по левому берегу реки Средняя Терсь. Длина реки составляет 42 км.

## Притоки
- 21 км: Рассоха
- 28 км: Гореловка
- 38 км: Кривая

## Данные водного реестра
По данным государственного водного реестра России относится к Верхнеобскому бассейновому округу, водохозяйственный участок реки — Томь от города Новокузнецк до города Кемерово, речной подбассейн реки — Томь. Речной бассейн реки — (Верхняя) Обь до впадения Иртыша.